# Köprübaşı-Talsperre
Die Köprübaşı-Talsperre (türkisch Köprübaşı Barajı) befindet sich 15 km nordwestlich von Mengen in der türkischen Provinz Bolu am Flusslauf des Devrek Çayı (auch Bolu Çayı).
Die Köprübaşı-Talsperre wurde in den Jahren 2002–2009 als Steinschüttdamm mit Lehmkern erbaut.
Sie dient der Energieerzeugung und der Abflussregulierung.
Der Staudamm hat eine Höhe von 108 m und besitzt ein Volumen von 9 Mio. m³. Der zugehörige Stausee bedeckt bei Normalstau eine Fläche von 5,27 km² und hat ein Speichervolumen von 199 Mio. m³.  
Das Wasserkraftwerk der Köprübaşı-Talsperre verfügt über 2 Einheiten zu je 40,44 MW. Das Regelarbeitsvermögen liegt bei 203 GWh im Jahr.